# Ян Пенчак
Ян Пенчак (пол. Jan "Jahlove" Pęczak; * 8 грудня 1978, Варшава, Польська Народна Республіка) — польський музикант-мультиінструменталіст: гітарист, барабанщик та басист, а також продюсер, композитор, вокаліст і автор текстів. Є засновником The Relievers, а також, разом із Пйотрем "Mista Pita" Забродським, Blast Muzungu. Гітарист T.Love, окрім цього співпрацює із Тадеушом Судніком у проекті Studio Dźwięków Niemożliwych, а також з Pako Saarом. грав також у Virtual Jazz Reality, Sto % Bawełny i Houk.
В 1998 став гітаристом в гуртах Virtual Jazz Reality а також Sto % Bawełny (який припинив діяльність 2003). перший з них покинув з 2000 року, тоді також створив разом із  Марціном Уляновским та Бартеком Войцеховським авторське Jan Pęczak Trio, яке припинило діяльність у 2003 році. Між тим, в роках 2000 - 2002 Jahlove грав також в гурті Houk. У 2004 заснував гурт The Relievers, що грала музику реггі,а в  2005 Blast Muzungu. Є автором музики до творів Pracuj albo głoduj і Tylko miłość з диску I Hate Rock'n'Roll, що записав T.Love. В період лютий - вересень 2007 разом із Лукашем Ляхом, Кшиштофем Ришардом та Пйотром Чайером змагався за місце в цьому гурті, остаточно зайняв його 1 листопада 2007. Під кінець року брав участь в записі дебютного альбому Pan Profeska. В лютому 2015 року, після 11 років існування гурту The Relievers, був виданий диск 13 Months of Sunshine, продюсером якого є Пенчак.
У 2001 році став лауреатом нагороди Гітарний Топ журналу Gitara i Bas перемігши в категорії Нова Надія.